# Santiago Derqui
Santiago Rafael Luis Manuel José María Derqui (Córdoba, 21 de junio de 1809 - Corrientes, Argentina, 5 de septiembre de 1867) fue un político argentino  que actuó como presidente de la Nación Argentina. Fue el primero en gobernar la Confederación y Buenos Aires ya unificados, por lo que se considera que fue el primer Presidente de la Nación Argentina.
Su breve gobierno —unos dieciocho meses entre 1860 y 1861— terminó con su renuncia al cargo tras la derrota de la Confederación Argentina en la batalla de Pavón.

## Juventud
Hijo de Manuel José Derqui y García, y Ramona Rodríguez y Orduña, nació en Córdoba el 21 de junio de 1809, siendo bautizado Santiago Rafael Luis Manuel José María Derqui Rodríguez en honor a su padre y abuelo, militares de origen gaditano —concretamente de Tarifa— aunque de ascendencia italiana, descendiente de Jacome Derqui (D´Erchi) de Paeta, nacido en 1679 en Génova, banquero y armador de buques. Tras recibir instrucción privada, como era corriente entre las familias acomodadas de la época, realizó estudios superiores en el prestigioso Colegio de Monserrat en la misma ciudad. Entre 1826 y 1831 cursó estudios de derecho y filosofía, y el 22 de diciembre de este año se graduó como abogado por la Universidad Nacional de Córdoba. Obtuvo la cátedra de derecho público pocos años más tarde; sería eventualmente también catedrático de filosofía y vicerrector de la Universidad.

## Inicios de la vida política
Simpatizante de la invasión del general José María Paz a su provincia en 1829, editó el periódico oficialista "El Cordobés". Cuando Paz fue capturado en 1831, pidió en nombre del gobernador interino Mariano Fragueiro por la vida del general, aunque probablemente Estanislao López no lo quería ejecutar. Pero Paz le estuvo muy agradecido, y lo acompañó en la cárcel de Santa Fe, como su principal contacto con el exterior.
Regresó a Córdoba en 1833, y fue elegido legislador provincial; llegó a presidir la legislatura durante la gobernación de José Vicente Reinafé. Intentó la expulsión del obispo Lascano, pero este se refugió en La Rioja y desde allí lo excomulgó. Pero Derqui ni siquiera respondió.
El 7 de agosto de 1835, el gobernador Reinafé fue depuesto por el congreso de la provincia, acusado junto con su hermano del asesinato del caudillo federal Facundo Quiroga en Barranca Yaco. En su reemplazo la legislatura dirigida por Derqui eligió a Pedro Nolasco Rodríguez, pero su parentesco con los Reinafé y el hecho de que no los persiguiera por el crimen motivó la oposición de Juan Manuel de Rosas; para la formación de un nuevo gobierno fue elegido Derqui, quien designaría el tribunal que finalmente condenó a los Reinafé.
La figura de Derqui, un destacado antirrosista que hacia públicas su críticas al gobierno porteño, no satisfizo a Rosas, que deseaba un hombre más afín a su perfil en Córdoba, influyó en la realización de nuevas elecciones para consagrar al coronel Manuel López, alias Quebracho; cuando las fuerzas de este capturaron a tres de los hermanos Reinafé, Derqui fue acusado de negligencia y complicidad con los asesinos y enviado a Buenos Aires como prisionero.

## Oposición a Rosas

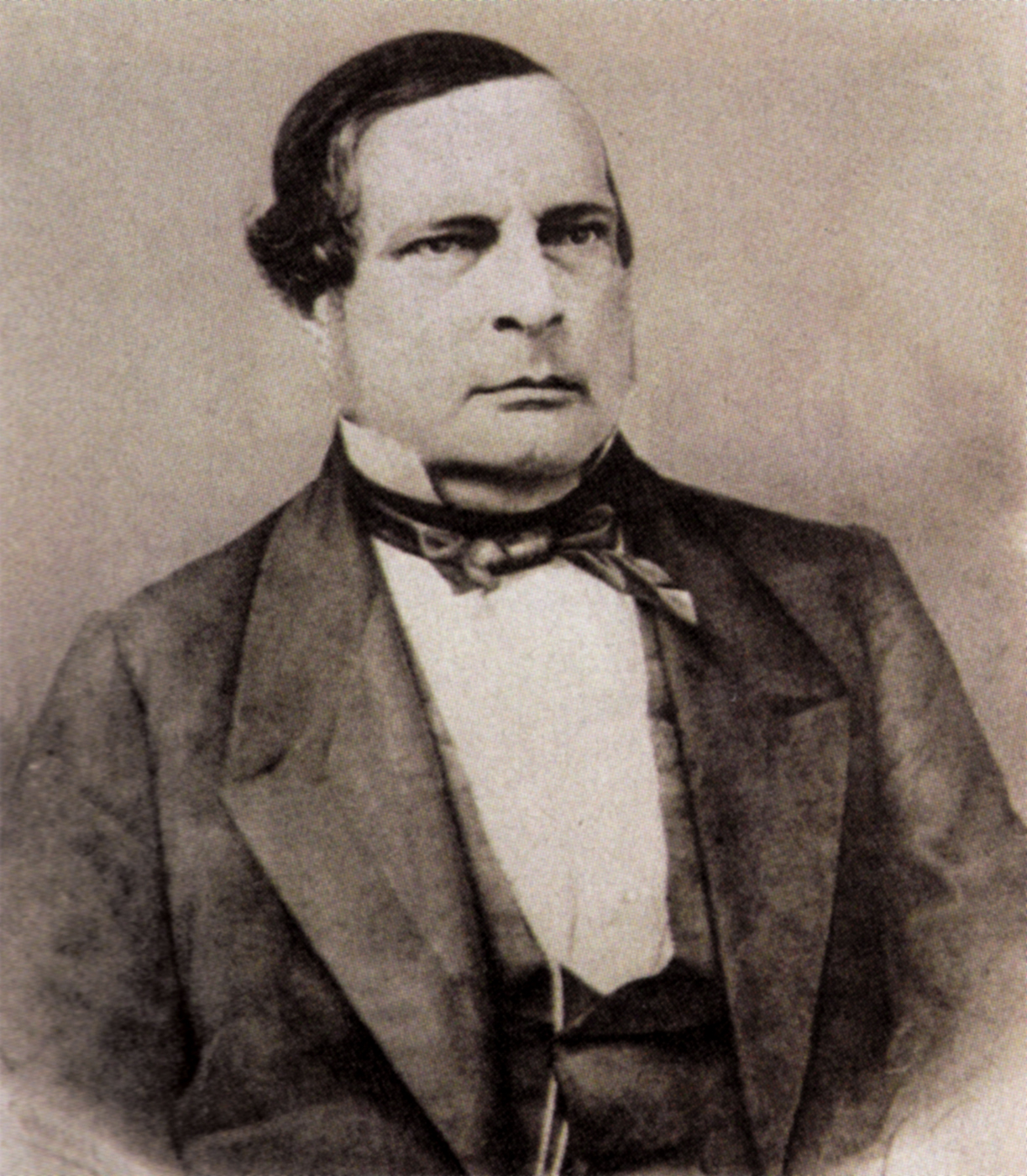
Santiago Derqui (1860).

Fue puesto en libertad poco más tarde, y se exilió en la Banda Oriental; fue secretario del gobierno de Fructuoso Rivera, y ejerció el periodismo. Rivera lo designó en 1840 como enviado a la provincia argentina de Corrientes, donde negoció con el gobernador Pedro Ferré la firma de un tratado de alianza contra el centralismo porteño de Rosas.
Se quedó en Corrientes como ministro de gobierno de Ferré, y cuando a mediados de año llegó el general Paz y fue nombrado jefe del ejército de la provincia, ajustó con él sus responsabilidades. Se identificó con el pensamiento federal de Ferré, que centraba la cuestión federal en la navegación de los ríos y la cuestión de la aduana de Buenos Aires.
A principios de 1841 firmó una alianza con el gobernador santafesino Juan Pablo López, que se había pasado de bando a destiempo. Desde abril de 1841, además, editaba el periódico oficialista “El Nacional Correntino”. Asistió como asesor letrado de Paz a la batalla de Caaguazú. En 1842 acompañó a Ferré a Paraná, cuando Paz invadió Entre Ríos, y de quedó en esa provincia como ministro de gobierno del nuevo gobernador, el mismo Paz. Pero como este tuvo que evacuar la provincia, terminó nuevamente exiliado en Montevideo.
Regresó a Corrientes a fines de 1843, enviado por Rivera a firmar un tratado con los nuevos caudillos unitarios de la provincia, los hermanos Madariaga. Se quedó por segunda vez en Corrientes, dedicado al periodismo político. Tuvo problemas con Juan Madariaga, que pretendía casarse con Modesta García de Cossio, con quien Derqui se casó en 1845, y que le daría su primer hijo al año siguiente: Manuel Derqui. Esta enemistad hizo que el gobernador Joaquín Madariaga lo alejara de la provincia en sucesivas misiones diplomáticas: firmó una alianza con el presidente paraguayo Carlos Antonio López, y gestionó el Tratado de Alcaraz con el gobernador entrerriano Justo José de Urquiza. Se refugió en Brasil después de la derrota de batalla de Vences, y luego regresó a Montevideo.

## La Confederación Argentina
En 1852, tras la caída de Rosas y la firma el 31 de mayo de ese año del acuerdo de San Nicolás, Urquiza asumió como líder provisional de la Nación. Sin embargo, la provincia de Buenos Aires no ratificaría el tratado, lo que llevó a su separación de la Confederación.
Urquiza, a cargo de las relaciones exteriores de la Confederación, envió a Derqui en misión especial al Paraguay. Fue delegado por Córdoba al congreso constituyente de Santa Fe en 1853, del cual ocupó la vicepresidencia, en la cual hizo muy poco uso de la palabra, y fue uno de los signatarios de la Constitución Nacional Argentina.
En 1854 fue designado para la cartera de Justicia, Culto e Instrucción Pública por Urquiza; poco más tarde pasaría a ocupar la de Interior, en la que permanecería durante todo el gobierno de Urquiza. Desarrolló una actividad intensa y de corte fuertemente ilustrado, promoviendo la creación de colegios, la apertura de una imprenta en la Universidad de Córdoba, reglamentando la enseñanza y la educación de los indígenas, nombrando la comisión encargada de la redacción unificada de los códigos jurídicos nacionales, instituyendo la primera Corte Suprema de Justicia de la Nación y proyectando la construcción de una línea ferroviaria hasta Santiago de Chile.
Fue además enviado con frecuencia como interventor a las provincias, donde su prolongada acción le había granjeado conocidos. Fue interventor federal en Santa Fe en 1856 y en la provincia de San Juan dos años más tarde, para solucionar la crisis iniciada con el asesinato del caudillo Nazario Benavídez, y que desembocaría en la guerra con Buenos Aires, que culminó en la Batalla de Cepeda y el Pacto de San José de Flores. Por su vigor y lealtad —pese a no contar con el carisma personal de los caudillos de la época— Urquiza lo prefirió a Mariano Fragueiro y Salvador María del Carril como candidato a su sucesión. En 1860 fue elegido como sucesor de Urquiza, y asumió la presidencia el 5 de marzo de ese año, acompañado por el general Juan Esteban Pedernera.

## Presidencia

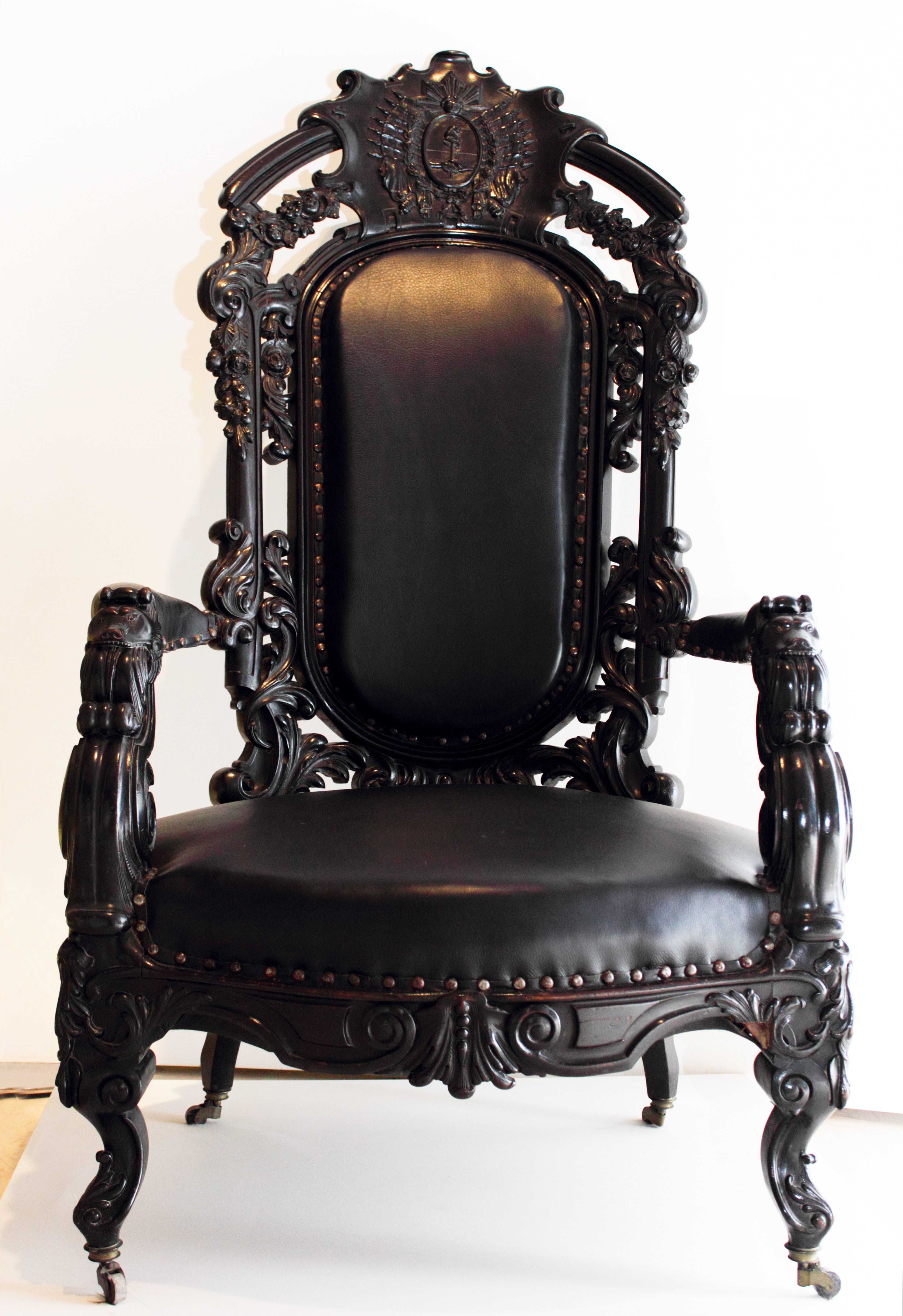
Sillón presidencial utilizado por Santiago Derqui; actualmente en el Museo del Bicentenario.

Derqui asumió la presidencia en Paraná; la provincia de Entre Ríos había sido federalizada durante la presidencia de Urquiza, pero en 1860 había reasumido su soberanía, dejando como territorio federalizado únicamente la ciudad de Paraná. La capital entrerriana se estableció en Concepción del Uruguay, y Urquiza fue nuevamente elegido gobernador.
El nuevo presidente era un hombre capaz y tenaz, pero se decía que tenía arranques de actividad febril, alternados con períodos de inactividad casi absoluta; incluso se afirmó que despachaba su correspondencia y papeles oficiales desde la cama.
El panorama de concordia en el que asumió Derqui resultó sólo aparente. Las relaciones con Buenos Aires, en las que este había desempeñado un papel fundamental como ministro de Urquiza, no eran malas. Bartolomé Mitre, (unitario), quien había sido elegido gobernador del Estado de Buenos Aires por esas fechas, negoció con Derqui las modificaciones a la constitución deseadas para reincorporar la provincia a la Confederación.
Urquiza se entrometía constantemente en las cuestiones de gobierno, y Derqui decidió que, para poder hacer una política autónoma, sólo podía contar con un aliado poderoso: el gobierno porteño. Por eso firmó con este un nuevo convenio en junio de 1860, por el que Buenos Aires conservaba el manejo de la Aduana por un tiempo determinado, pero se comprometía a entregar 1 500 000 pesos mensuales a la Confederación, e incluso incorporó dos de los ministros de este –incluido el de Hacienda, clave en esas circunstancias– a su gabinete nacional.
Urquiza se resistió a lo que consideró cesiones excesivas a los intereses porteños y entabló negociaciones independientes con Buenos Aires. Las reuniones trilaterales del 9 de julio de ese año entre Derqui, Urquiza y Mitre para celebrar el aniversario de la Independencia resultaron extremadamente tensas.
A cambio del apoyo de Mitre, Derqui avaló la creación de sucursales del Banco de la Provincia de Buenos Aires en el interior y el empleo de la moneda porteña en la aduana, la principal fuente de ingresos de la ciudad porteña y un bien codiciado por el gobierno nacional.
Algunos autores han explicado estos gestos amistosos como consecuencia de su común pertenencia a la masonería. Hechos aun no corroborados. 
De acuerdo a lo establecido por el Pacto de San José de Flores se produjo en 1860 la reforma constitucional; una convención provincial propuso una serie de reformas, que fueron aceptadas a libro cerrado por la Convención Nacional reunida al efecto y promulgadas por Derqui el 18 de octubre de ese año. Entre los cambios introducidos se destaca el cambio del nombre del país, que pasó de "Confederación Argentina" a "Nación Argentina", aunque en la práctica –dado que se oficializó también ese nombre– se utilizó el término "República Argentina". Se eliminó la disposición que declaraba a Buenos Aires como capital de la Nación, ya que la misma se fijaría por una ley del Congreso; se limitó un tanto la autoridad nacional sobre los gobernadores y las constituciones provinciales, y se reservó a las provincias todo el poder no delegado por la Constitución en el gobierno federal, más el que se hubieren reservado al tiempo de su incorporación. También se prohibieron las diferencias fiscales entre aduanas.
En el año 1860 se produjo un conflicto entre el Gobierno Nacional y la provincia de Corrientes, precisamente, entre criterios interpretativos del presidente de la República, Santiago Derqui y el gobernador correntino José María Rolón, que generará una tensa relación, al extremo de llegar a firmes amenazas de declarar rebelde a la provincia de Corrientes ante la Nación. El momento histórico de producirse los sucesos adquirió meridiana importancia, teniendo en cuenta que faltaban algunos pocos meses para registrarse la implosión política que significará la crisis de disolución del Gobierno Nacional después de la batalla de Pavón, en septiembre de 1861.
La cuestión que originó el problema tuvo raíz en la nueva disposición, aprobada por la reforma constitucional de 1860, referente al tiempo de residencia previo que deberían tener los legisladores electos en cada una de las provincias al momento de asumir sus funciones en el Congreso. Más trascendencia tendrá esta decisión al tenerse en cuenta el momento histórico elegido para aplicar la citada medida. Tiempo y contexto se aunarán para perfilar un conflicto de proporciones.
La reforma constitucional de 1860 modificó los artículos 36 y 46, que pasaron a ser el 40 y el 47, buscando en dichas reformas sustituir a los diputados no nativos de las provincias electoras y sin residencia inmediata. La Constitución de 1853 no requería, para ser senador o diputado, una exigencia por nacimiento ni residencia.
A partir de 1860 se incorporará la necesidad de exigir que para asumir como diputado o senador de la Nación el candidato debería ser obligatoriamente natural de la provincia que lo elegía o, en su defecto, registrar un mínimo de dos años de residencia inmediata en ella. La representación política se constituirá así en un vehículo de suma importancia que funcionará a manera de nexo entre los intereses en pugna.
Hacia 1860, tras la incorporación formal de Buenos Aires a la Confederación, surgirá la discusión acerca de la legitimidad de los representantes provinciales bajo el esquema federal. La prensa porteña los calificará, con sorna, como “los alquilones”. Contrariamente, la prensa urquicista bautizará con el apodo de “dulcámaras” a los integrantes de aquellos sectores políticos y de la prensa ligados sólidamente al liberalismo de Buenos Aires que hostigaban al sector federal en el Congreso, bregando por la destitución de los llamados “alquilones”. 
A partir de aquellos sucesos se produjo un proceso de validación de la representación. Se interpeló no solo el origen y la residencia de los congresales, sino también los intereses políticos en juego en la construcción del Poder nacional.

### Ruptura con Buenos Aires
El 16 de noviembre las relaciones con Buenos Aires volvieron a tensarse por la rebelión en la provincia de San Juan, liderada por Antonino Aberastain, que se inició con el asesinato del gobernador José Antonio Virasoro; Domingo Faustino Sarmiento, ministro de Mitre, no solo financió y organizó la revolución, sino que aplaudió el asesinato en la prensa.
Derqui designó al gobernador de la provincia de San Luis, el general Juan Saá como interventor federal en San Juan. Saá rodeó a los amotinados en la batalla de Rinconada del Pocito, el 11 de enero de 1861 y los redujo. Aberastain implicó a Sarmiento en la rebelión, y dos días más tarde fue fusilado.
El gobierno y la prensa de Buenos Aires –que habían festejado la muerte de Virasoro– exigieron a Derqui el castigo de Saá y la reposición de los liberales en el gobierno sanjuanino. Mitre calificó el episodio como "el último estertor de la barbarie y la violencia."
Las relaciones entre Buenos Aires y el gobierno nacional se cortaron abruptamente, y los ministros porteños se retiraron del gobierno. El gobierno porteño dejó de pagar las contribuciones –que estaba cumpliendo con mucho retraso– a que se había comprometido, con lo cual pensaba ahogar económicamente a la Nación.
En Mendoza ocurrieron hechos aún más graves, pero no de origen político: el 20 de marzo de 1861, un terremoto destruyó por completo la capital, que debió ser reconstruida a corta distancia.
La crisis en San Juan, la superioridad de su posición económica y los relativos éxitos de su aliado Taboada convencieron a Mitre de ignorar los tratados por los que Buenos Aires se había reincorporado a la Nación y tratar de forzar una nueva Organización Nacional, guiada por Buenos Aires.
Gracias a las promesas de Derqui de respetar la ley electoral porteña —hechas cuando aún sus relaciones con Mitre eran cordiales— los diputados de la Provincia de Buenos Aires fueron elegidos por circunscripciones uninominales, tal como disponía la ley porteña. Pero el 13 de abril, los diputados porteños fueron rechazados por no haber sido elegidos según la ley nacional. Inmediatamente se retiraron también los senadores electos, y Mitre anunció que no realizaría nuevas elecciones.

### La batalla de Pavón

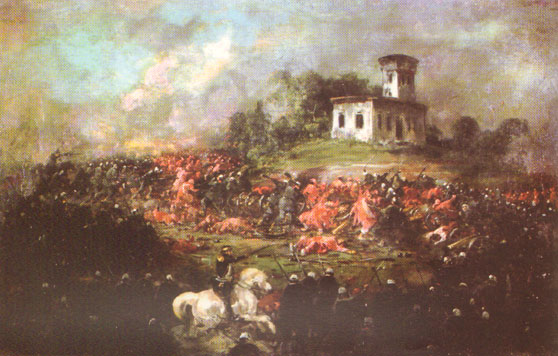
La batalla de Pavón.

A principios de 1861, el gobernador cordobés Mariano Fragueiro derrotó una revolución en su contra, pero la provincia quedó envuelta en el caos. El nuevo gobernador —aliado de los porteños— invadió San Luis, acusando al gobernador Saá por la muerte de Aberastain. Ante el requerimiento de Derqui de que mantuviera la paz con San Luis, el gobernador respondió que no tenía derecho a inmiscuirse en los asuntos internos de su provincia.
Derqui reaccionó con rapidez: logró que el Congreso declarara el estado de sitio y la intervención federal en Córdoba, instalándose él mismo en esa provincia, cuyo gobierno asumió; fue el único caso en la historia argentina de una intervención federal dirigida por un presidente. A continuación encargó a Urquiza y a los demás gobernadores organizar las milicias provinciales y prepararse para la guerra. Y enseguida se dedicó a fortalecer a su partido y organizar un ejército en Córdoba, con tropas de las provincias del interior. Llegó a reunir 9000 hombres, que conservó bajo su mando hasta el momento de partir hacia el frente de combate.
Derqui declaró a la provincia de Buenos Aires en sedición, y el 6 de julio, el Congreso autorizaba al presidente a usar la fuerza para reprimir al gobierno rebelde de Buenos Aires y sujetarlo a la obediencia de la ley común.
Mitre se puso al frente del ejército porteño: quería la guerra a toda costa, ya que creía contar con fuerzas suficientes para triunfar.
En cambio, Urquiza intentó por todos los medios no llegar a un nuevo enfrentamiento e incitó a Derqui de desistir de la guerra; pero este lo puso al mando del ejército nacional. Aun así, siguió negociando con Mitre por medio de sucesivos mediadores. Pese a la actitud belicista de Mitre, se convenció de que Derqui lo quería desplazar y reaccionó airado cuando supo que Derqui consideraba a Saá como candidato a sucederlo en el mando en caso de que se retirara del mando del ejército, en tanto que caudillo, Urquiza hizo prevalecer su propio interés por encima del nacional.
El 17 de septiembre tuvo lugar la batalla de Pavón; las fuerzas porteñas estaban mejor armadas y más disciplinadas que las nacionales, y su inferioridad numérica no parecía excesiva: 15 400 porteños contra 17 000 nacionales. La caballería nacional arrolló las dos alas de los porteños, pero gracias a una hábil estrategia la columna central de la infantería porteña se hizo con gran parte de la artillería de sus enemigos y soportó la embestida. Sin haber utilizado su reserva –formada por las mejores fuerzas entrerrianas– Urquiza abandonó el campo de batalla, y dos días después cruzó el río Paraná, regresando a Entre Ríos.

### Disolución del gobierno nacional
Mitre se retiró hacia San Nicolás, como dos años antes; sólo varios días después se convenció de su triunfo, no debido al resultado bélico sino a la retirada de Urquiza. Mientras tanto, Derqui trataba de reunir sus tropas en Rosario; cuando supo que no lo lograría, el 5 de noviembre abandonó todo y huyó a Montevideo en el buque inglés Ardent. Nunca firmó una renuncia, apenas una carta personal a Pedernera, en la que le pedía que arreglara con Urquiza y revirtiera la situación.
Pedernera asumió el gobierno, mientras las fuerzas porteñas ocupaban Rosario y enviaban desde allí varias divisiones hacia el interior, lo que llevaría a la deposición de ocho gobernadores legítimamente electos. El general Venancio Flores destruyó al resto del ejército federal en la Matanza de Cañada de Gómez, y en los primeros días de diciembre entró en la ciudad de Santa Fe. Varios gobernadores desconocieron al gobierno nacional, y entre los primeros estuvo Urquiza, que declaró la ciudad de Paraná reincorporada a su provincia y entregó la escuadra nacional al gobierno de Mitre.
El 12 de diciembre, cuando hacía ya varios días que la mayor parte de los legisladores habían abandonado Paraná, Pedernera declaró en receso el gobierno nacional.

## Últimos años
Vivió humildemente en Montevideo hasta 1864; las estrecheces que pasó indujeron al Canciller del gobierno de Mitre, Rufino de Elizalde, a ayudarlo a regresar a Corrientes. Cuando el mariscal Francisco Solano López invadió por sorpresa la ciudad en abril de 1865, Derqui se negó a prestarle apoyo, lo que lo llevó a la cárcel brevemente. Cuando la ciudad fue reconquistada por las tropas argentinas, volvió a la cárcel por sospechoso de haber colaborado con la invasión. Al salir, se encerró en su casa para siempre.
El 5 de noviembre de 1867 murió en Corrientes en la pobreza más extrema. Quizás por la imposibilidad de sufragar los gastos del funeral, sus restos permanecieron varios días insepultos hasta que una moción popular logró que se le enterrase en el cementerio de Corrientes. Actualmente, sus restos descansan en la Iglesia de la Santísima Cruz de los Milagros (Corrientes).
Actualmente hay una avenida con su apellido en Parque Avellaneda y también una localidad del Gran Buenos Aires.